# Notomastus broomensis
Notomastus broomensis är en ringmaskart som beskrevs av Hartmann-Schröder 1979. Notomastus broomensis ingår i släktet Notomastus och familjen Capitellidae. Inga underarter finns listade i Catalogue of Life.